# فورتكي
فورتكي (بالإنجليزية: Vrútky)‏ هي بلدة و municipality of Slovakia تقع في سلوفاكيا في مقاطعة مارتن.[بحاجة لمصدر] يقدر عدد سكانها بـ 7,247 نسمة .

## المدن التوأمة
مدينة نيمبورك هي مدينة توأمة لـفورتكي.

## أعلام
- أدولف شيرير
- فلاديمير وايس
- جون د. هيرتز